# 盛岡市役所
盛岡市役所（もりおかしやくしょ）は、日本の地方公共団体である盛岡市の執行機関としての事務を行う施設（役所）である。職員数はおよそ1800人。

## 構成

盛岡市章

本庁舎（本館及び別館）、愛宕町分庁舎、内丸分庁舎、若園町分庁舎、保健所庁舎、都南分庁舎、玉山分庁舎で構成される。本庁舎は手狭なため、市の各部局は、市内数か所に分散して執務を行っている。
なお、肴町分庁舎は2021年（令和3年）7月に廃止され、農政課と林政課は若園町分庁舎、消費生活センターは内丸分庁舎に移転した。

### 本庁舎

#### 本館
本庁舎本館は1962年（昭和37年）10月に竣工した地下1階、地上8階の建物である。設計者は建築家の圓堂政嘉。
| 階  | 本庁舎（本館） |
| --- | --- |
| 8F  | 契約検査課，工事指導検査室，職員労働組合，会議室，選挙管理委員会事務局                                                                     |
| 7F  | 道路管理課，雪対策室，交通政策課，おでかけ支援対策室，道路建設課，用地課                                                                   |
| 6F  | 財政課，デジタル推進事務局，総務課，情報企画課，情報公開室，くらしの安全課，岩手県競馬組合経営改善推進事務局，公平委員会事務局，資産経営課 |
| 5F  | 地域福祉課，障がい福祉課，長寿社会課，市史編さん室,教育相談室，教育委員会分室                                                              |
| 4F  | 秘書課，職員課，能力開発室，管財課,市政記者クラブ                                                                                          |
| 3F  | 議会事務局 |
| 2F  | 会計課，医療助成年金課，市民税課，岩手銀行市役所出張所                                                                                     |
| 1F  | 市民協働推進課，男女共同参画推進室，市民登録課，当直室                                                                                     |
| B1F | 食堂，売店，理容店 |

#### 別館
本庁舎別館は1984年（昭和59年）3月に竣工した地下1階、地上8階の建物である。
| 階 | 本庁舎（別館）                                                                                   |
| -- | ------------------------------------------------------------------------------------------------ |
| 8F | 企画調整課，国際リニアコライダー推進事務局，移住定住・交流人口対策事務局，都市戦略室，建築住宅課 |
| 7F | 文化国際課，観光課，スポーツ推進課，スポーツツーリズム推進室，盛岡南公園野球場整備室             |
| 6F | 広聴広報課，資産税課                                                                             |
| 5F | 介護保険課，危機管理防災課，河川課                                                               |
| 4F | 会議室                                                                                           |
| 3F | 委員会室                                                                                         |
| 2F | 納税課                                                                                           |
| 1F | 健康保険課                                                                                       |

#### “超高層庁舎”構想
庁舎に関する逸話として、建設当時の市長山本弥之助が、「庁舎は20階建てぐらいに」と述べたというものがある。しかし、完成した庁舎は8階建て（地下1階）で、別館増築工事を経た今もなお、階数は増えていない。山本は「一極集中ではない体制」を持論とし、市内数箇所への庁舎分立などを構想していたとも言われるが、具体的にどのような構想をもって「超高層庁舎」を提唱したのかは明らかではない。

### 分庁舎

#### 愛宕町分庁舎
愛宕町分庁舎は1974年（昭和49年）3月に竣工した地上2階の建物である。公用車車庫及び管理棟として設置され、管財課等の分室（運転技士執務室）が入る。

#### 内丸分庁舎
内丸分庁舎は2012年（平成24年）に本庁舎の業務を補完するため、旧農林中央金庫盛岡支店ビル（同支店は仙台支店に統合）を取得して設置された。建物は1978年（昭和53年）6月に竣工した地上6階の建物である。本庁舎の前に立地し、東日本大震災の復興支援拠点として整備された。国体準備室も置かれた。
- 内丸分庁舎：〒020-8530 盛岡市内丸3-46

| 階 | 内丸分庁舎                                   |
| -- | -------------------------------------------- |
| 5F | 倉庫                                         |
| 4F | 消費生活センター，会議室                     |
| 3F | 生活福祉第一課，生活福祉第二課               |
| 2F | ラジオもりおか，もりおか復興サポートオフィス |
| 1F | もりおか復興支援センター（SAVE IWATE）       |

#### 若園町分庁舎
若園町分庁舎は1980年（昭和55年）3月に竣工した地下1階、地上5階の建物である。
- 若園町分庁舎：〒020-8531 盛岡市若園町2番18号

| 階 | 若園町分庁舎                                               |
| -- | ---------------------------------------------------------- |
| 5F | 林政課，会議室                                             |
| 4F | 農政課，食と農の連携推進室                                 |
| 3F | 廃棄物対策課，ごみ処理広域化推進室，資源循環推進課         |
| 2F | 経済企画課，環境企画課                                     |
| 1F | ものづくり推進課，立地創業支援室，新産業拠点形成推進事務局 |

#### 保健所庁舎
保健所庁舎は2008年（平成20年）の盛岡市の中核市移行による保健所開設のため、2006年（平成18年）に岩手県競馬組合から旧競馬会館の土地建物を購入して整備された。建物は1982年（昭和57年）3月に竣工した地下1階、地上9階の建物である。

#### 都南分庁舎

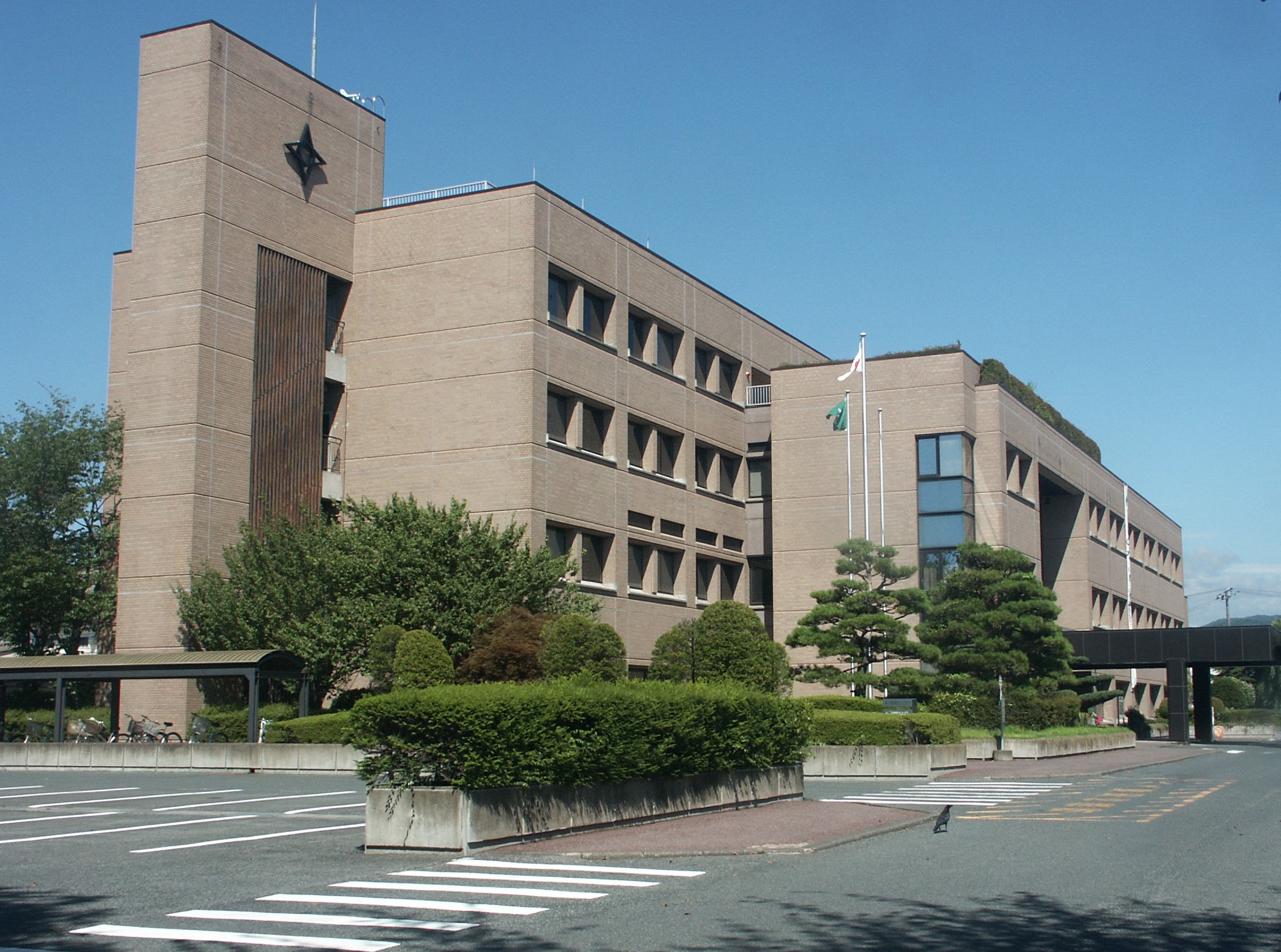
都南総合支所

都南分庁舎は1992年（平成4年）に設置された。建物は合併前の都南村役場で、1985年（昭和60年）6月に竣工した地下1階、地上4階の建物である。都市整備部、教育委員会、農業委員会、監査委員事務局、都南総合支所が入る（2024年4月1日現在）。
| 階 | 都南分庁舎                                                             |
| -- | ---------------------------------------------------------------------- |
| 4F | 会議室                                                                 |
| 3F | 教育委員会                                                             |
| 2F | 都市計画課，景観政策課，建築指導課，市街地整備課，公園みどり課，監査課 |
| 1F | 都南総合支所，農業委員会，盛岡南整備課                                 |

#### 玉山分庁舎
玉山分庁舎は2006年（平成18年）に設置された。建物は1987年（昭和62年）5月に竣工した地上3階の建物である。玉山総合事務所が入る（2024年4月1日現在）。

## 新庁舎整備の議論

### 耐震性
市役所本庁舎（本館）は耐震診断の結果、建物の強度は基準の半分程度しかないことが明らかになっている。この強度は、震度6強程度の揺れで倒壊する水準である。今後30年以内（2008年当時）に98%の確率で発生する宮城県沖地震の際には、当市の区域にも大きな揺れが到達することが予想されたが、財政的制約から庁舎を建て替える余裕はなく、簡易な補強を実施したうえで「ボロを着てでも心は錦で頑張る」（市長）としている。

### 2000年代の議論
市役所の庁舎は、盛岡市が1992年に都南村と合併した際、盛南地区へ移転することが合意されていた。この背景には、老朽化が進行するうえ手狭な現庁舎の問題点、盛岡市が盛南地区の開発を進めていることなどがあったとされる。しかし2007年、市長の谷藤裕明は、厳しい財政状況を反映して、市役所の移転計画そのものを凍結した。

### 新庁舎移転構想
2020年（令和2年）8月に「新市庁舎構想検討会議」が設置され、2022年（令和4年）2月に「新市庁舎構想検討会議」報告書が提出された。2023年（令和5年）4月には有識者からなる「新市庁舎整備審議会」が設置された。
整備地は内丸地区、盛岡駅西地区、盛南地区の3つが検討されていたが、盛岡市は2024年（令和6年）12月に内丸地区に決定した。

## 予算規模
- 財政力指数（2007年度）0.73
- 当初予算規模（2008年度）

約952億円（一般会計）
約464億円（特別会計）
約280億円（企業会計）
（総計：約1600億円）
- ラスパイレス指数 99.3

## 組織
- 市長
  - 副市長
    - 市長公室
    - 総務部
    - 財政部
    - 市民部
    - 環境部
    - 保健福祉部
    - 商工観光部
    - 農林部
    - 建設部
    - 都市整備部
    - 玉山区長

  - 会計管理者

- 盛岡市議会
  - 事務局
- 教育委員会
  - 事務局
- 選挙管理委員会
  - 事務局
- 監査委員
  - 事務局
- 公平委員会
  - 事務局
- 農業委員会
  - 事務局

- 地方公営企業
  - 上下水道局
  - 盛岡市立病院